# Gag

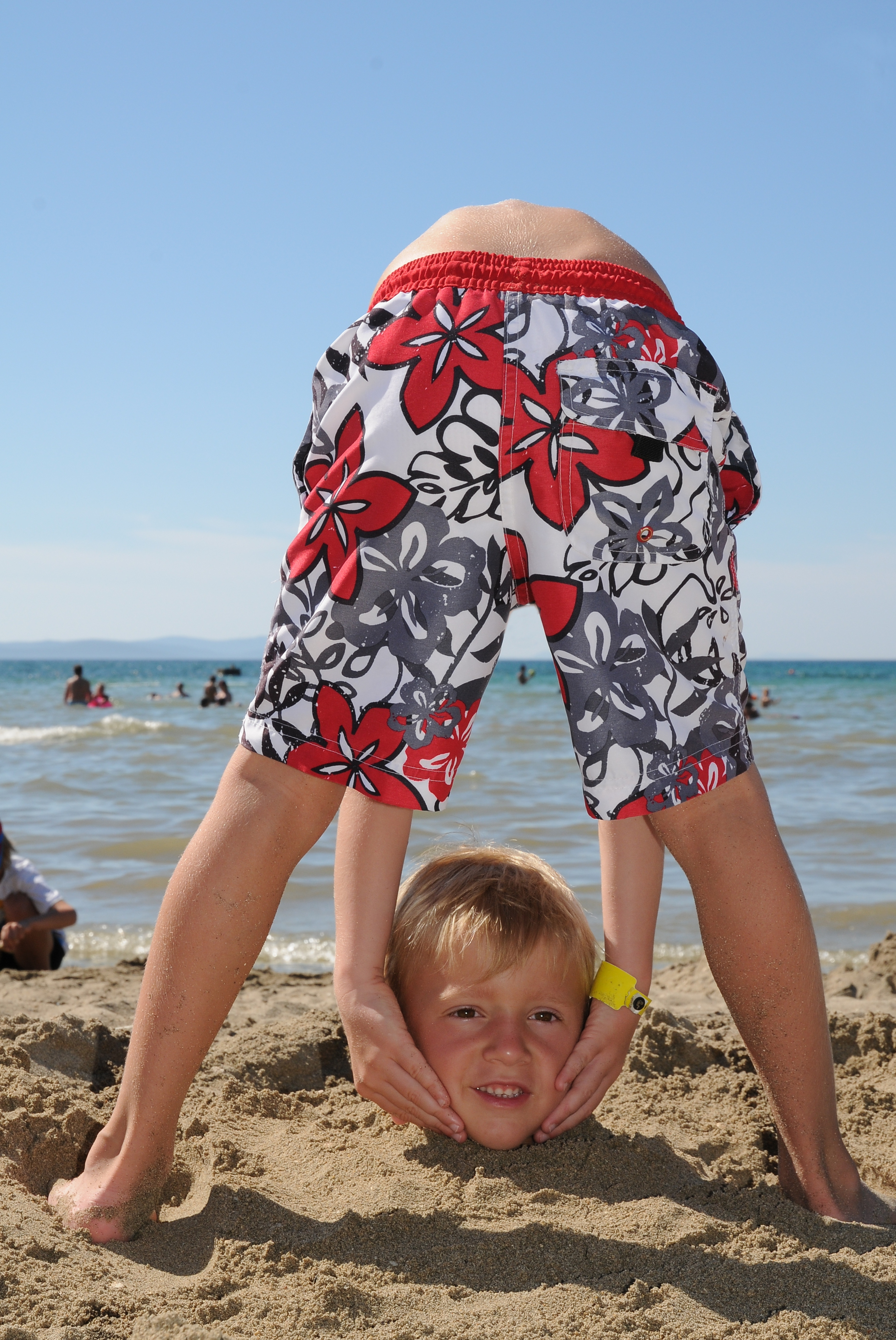
Dwóch chłopców na plaży. Obrazek ten przedstawia żart bez użycia słów

Gag – komediowy lub farsowy chwyt, zaskakujący koncept albo efekt sytuacyjny. Wykorzystywany był głównie w komediach filmowych kina niemego. Gagi można znaleźć m.in. w komediach Maxa Lindera, Macka Sennetta. Stosowali je także ich uczniowie i następcy (również w filmach współczesnych), m.in. Charlie Chaplin, Buster Keaton, Harold Lloyd, Flip i Flap, Jacques Tati, Pierre Etaix, Louis de Funès oraz Mel Brooks. Do typowego zbioru chwytów gagowych należą szaleńcze gonitwy, komiczne upadki, obrzucanie się tortami itp.